# Chilonopsis subplicatus
Chilonopsis subplicatus foi uma espécie de gastrópodes da família Subulinidae.
Foi endémica da Santa Helena (território).